# 維什涅韋 (科托夫斯克區)
47°41′7″N 29°44′2″E / 47.68528°N 29.73389°E
維什內韋（烏克蘭語：Вишневе）是位於烏克蘭西南部的村莊，由敖德萨州波季利斯克区的庫亞利尼克市鎮負責管轄。該村始建於1956年，面積0.58平方公里，海拔高度218米，2001年人口232，人口密度每平方公里400人。